# Font Bordonera d'Organyà
La Font Bordonera és una font de cabal abundant que marca l'inici del riu de Fontanet, que més avall corre planer fins a desguassar al riu Segre. Està situada a una hora de camí, a peu, de la vila d'Organyà, però dins del terme municipal de Coll de Nargó, a l'Alt Urgell, en el terme que fou de Montanissell.
El paratge natural que l'envolta és poblat per arbres i arbustos, especialment boixos grans i frondosos.

## La tosca i el seu aprofitament
Com tots els grans tolls d'aigua calcària, la Bordonera i el seu riu, el Fontanet, han produït amb el pas dels segles i els mil·lennis una gran quantitat de tosca. Aquesta pedra d'un to una mica groguenc, esponjosa i lleugera, que es deixa serrar, tallar i treballar amb molta facilitat, ha estat usada pels avantpassats per tal de bastir nombrosos cellers de les cases de la vila. La mateixa església de Santa Maria d'Organyà té l'absis en bona part construït amb aquesta pedra porosa, lleugera i molt resistent als agents atmosfèrics, que es manté ferma malgrat que ja fa mil anys que és a la intempèrie. L'esmentada església fou bastida a la primera meitat del segle xi.

## La llegenda
El comte de Sallent i la seva esposa tenien una filla que va tenir la desgràcia de quedar-se cega. Després d'esgotar tots els mitjans que tenien al seu abast per guarir la filla, van prometre que donarien la font Bordonera, de la qual eren senyors, a Santa Maria d'Organyà si la seva filla hi tornava a veure. La filla, Bruniselda, va recuperar-se en un tres i no res, però l'alegria els va fer oblidar la promesa feta. La jove perdé de nou la visió i els seus pares, penedits de tot cor, van renovar la promesa, i no solament això, sinó que van conduir l'aigua fins als seus peus, amb la qual envoltaren el cambril. Aleshores la filla dels comtes va sanar definitivament i no li va tornar mai més la ceguesa que fins llavors tant els havia fet sofrir.
Malgrat tractar-se d'una llegenda, hi ha la còpia d'una escriptura antiga que podia estar relacionada amb aquest fet. Segons el document esmentat, amb data de 15 de juny de l'any 1299, es formalitzà la donació de l'esmentada font per part del senyor Arnau de Sellent i la seva muller, senyora Sància, a nostre Senyor i a Santa Maria d'Organyà, així com als canonges presents llavors i als que hi hauria en l'esdevenidor.

## L'aplec

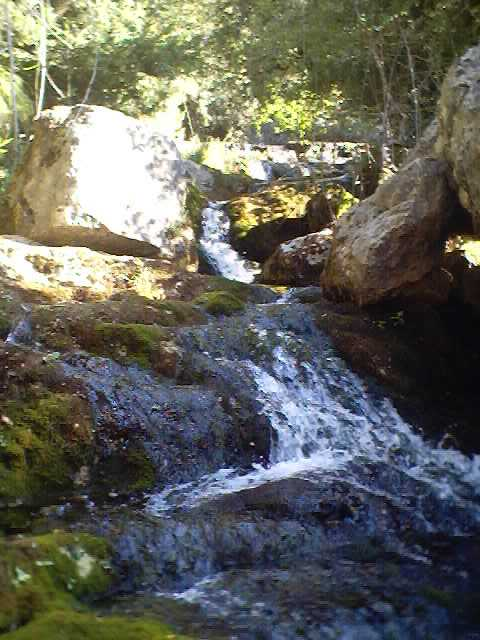
El doll d'aigua del qual neix el riu Fontanet

La Font Bordonera acull nombrosos visitants. Quan la gent més hi va és el dilluns de Pasqua Florida, dia en què s'hi fa un aplec. Després de la missa, que se celebra a l'aire lliure, molta gent s'hi queda a dinar, escampada per la seva vora. La zona està plena de taules, seients i barbacoes, així com d'esplanades.
A la porta d'entrada al recinte hi ha una placa amb un poema del mestre, escriptor i poeta Francesc Espar i Tressens a ran d'un homenatge que la vila d'Organyà va retre a aquest fill il·lustre de la vila l'any 1991.